# Клугер, Джеффри
Дже́ффри Клу́гер (англ. Jeffrey Kluger) — американский писатель и журналист, адвокат. Автор книг на научную и научно-популярную тематику, старший писатель журнала Time (с 1998 года). Окончил университет в Балтиморе, доктор юридических наук.

## Журналистика
В 1992—1996 гг. Дж. Клугер вёл колонку юмора для журнала «Discover». Он также работал писателем и редактором в журналах «Нью-Йорк таймс», «Деловой мир» (Business World Magazine), «Семейный круг», и «Дайджест науки», специализируясь в научной тематике.
Во время работы в журнале TIME Клугер написал ряд статей, освещающих программу НАСА Mars Pathfinder по изучению Марса, а также аварию шаттла «Колумбия».
Kluger был удостоен премии «Whitman Bassow Award» от «Иностранного пресс-клуба Америки» в 2002 году за «лучший репортаж в любых условиях» по вопросам глобального потепления.

## Книги
Прежде всего, Джеффри Клугер известен как автор написанной в 1994 году в соавторстве с астронавтом Джеймсом Ловеллом книги «Аполлон-13» («Потерянная Луна») Эта книга послужила основой фильма «Аполлон-13» (1995 год, режиссёр Рон Ховард, в главной роли Том Хэнкс), в котором Клугер был и техническим консультантом.
Также Клугер является автором ряда книг о космических программах:
- Приключение Аполлона: Создание космической программы «Аполлон» и фильма «Аполлон-13», 1995, ISBN 978-0671535421
- Путешествие за Луну: Поразительные экспедиции за нашу Луну и до края Солнечной системы, 1999, ISBN 0684847655
- Охотники за Луной: Поразительные экспедиции НАСА на край Солнечной системы, 2001, ISBN 978-0684865591
- Аполлон-8: Захватывающая история первого полета к Луне = Complications: Apollon 8: The Thrilling Story of the First Mission to the Moon. — М.: Альпина нон-фикшн, 2019. — 400 с. — ISBN 978-5-00139-092-3.

Книги Клугера на другие темы:
- Замечательное решение: Джонас Солк и победа над полиомиелитом, 2005, ISBN 978-0399152160
- Нэки Пэтчер и проклятие сухопутных лодок (детская книга), 2007, ISBN 978-0399246043 .
- Почему простые вещи становятся сложными (и как сложные вещи можно сделать простыми), 2008, ISBN 978-1-4013-0301-3